# Gangoliya
Gangoliya (en népalais : गंगोलिया) est un comité de développement villageois du Népal situé dans le district de Rupandehi. Au recensement de 2011, il comptait 6 966 habitants.